# هنری ابوت (قاضی ایرلندی)
هنری ابوت (زاده ۱۸دسامبر ۱۹۴۷) یک قاضی دادگاه عالی ایرلند از سال ۲۰۰۲ تا تاریخ ۱۸ دسامبر ۲۰۱۷ بود.
ابوت یک سیاستمدار پیشین شکست فیانا بود و برای نخستین بار در انتخابات عمومی سال ۱۹۸۷ برای حوزه انتخابیه لانگفورد-وستمث به هموندی دایل ایرین به عنوان یک شکست فیانا معاون (تی دی) منصوب شد.  وی صندلی خود را در انتخابات عمومی ۱۹۸۹ از دست داد. 